# White Bullace
White Bullace es una variedad cultivar de ciruelo (Prunus domestica subsp. insititia), de las denominadas ciruelas europeas.
Una variedad de ciruela conocida en Inglaterra y Reino Unido desde el siglo  XVII .
Las frutas tienen un tamaño pequeño, piel gruesa, ácida, siendo el color de la piel verdoso con zonas amarillentas y rubores rojizos en las zonas expuestas al sol, y pulpa de color verde amarillento, textura moderadamente firme, muy jugosa dulce con un sabor subácido y astringente.

## Sinonimia
- "Golden Bullace".

## Historia
Las ciruelas 'White Bullace' variedad de ciruela conocido en Inglaterra desde el siglo  XVII. "Bullace" es una variedad de ciruela que da frutos comestibles similares a los de la ciruela damascena, y al igual que la ciruela damascena, se considera que es una cepa de la Prunus domestica subsp. insititia. Aunque el término "Bullace" se ha aplicado regionalmente a varios tipos diferentes de "ciruela silvestre" que se encuentran en el Reino Unido, generalmente se usa para referirse a variedades con forma esférica, a diferencia de las ciruelas damascenas ovaladas "Damson". Las ciruelas "Bullace" se cultivaron en jardines domésticos como una variedad culinaria y como seto protector para otras plantas de huerto.

'White Bullace' está cultivada en diversos bancos de germoplasma de cultivos vivos, tales como en National Fruit Collection (Colección Nacional de Fruta) de Reino Unido con el número de accesión: 1975-303 y Nombre Accesión : White Bullace. El espécimen fue recibido en el «National Fruit Trials» (Probatorio Nacional de Frutas), para evaluar sus características en 1947 procedente de "George Jackson & Son", Woking, Surrey.

## Características
'White Bullace' árbol de porte extenso, moderadamente vigoroso, erguido, productivo, floración abundante. Autofértil. Flor blanca, que tiene un tiempo de floración que comienza a partir del 11 de abril con el 10% de floración, para el 14 de abril tiene una floración completa (80%), y para el 23 de abril tiene un 90% de caída de pétalos.
'White Bullace' tiene una talla de tamaño muy pequeño de forma redondeada, cavidad poco profunda, estrecha, abrupta, sutura pronunciada, una línea distinta; ápice redondeado, con peso promedio de 8.20 g; epidermis tiene una piel gruesa, ácida, siendo el color de la piel verdoso con zonas amarillentas y rubores rojizos en las zonas expuestas al sol, cubierto de pruina de mediano espesor, punteado pequeños, pocos; pedúnculo glabro, con una longitud promedio de 5.58 mm, pubescente, bien adherido al fruto con la cavidad del pedúnculo estrecha y apenas pronunciada; pulpa de color verde amarillento, textura moderadamente firme, muy jugosa dulce con un sabor subácido y astringente.
Hueso adherido, irregular y ampliamente ovada, aplanada, áspera, ligeramente comprimida y con cuello en la base, roma o aguda en el ápice, sutura ventral estrecha, alada, sutura dorsal aguda o levemente surcada.
Su tiempo de recogida de cosecha es tardío, se inicia en su maduración de mediados a finales de septiembre.

## Usos
Esta ciruela es bien conocida en diversas regiones de Inglaterra pues hace unos muy buenos guisos, licores, mermeladas, empanadas, y para congelación.